# 血の轍 (相場英雄)
『血の轍』（ちのわだち）は、相場英雄による推理小説。
2013年1月に幻冬舎より単行本が出版され、2013年11月に幻冬舎文庫より文庫判が出版された。
警察内部の公安と刑事の対立を扱った社会派サスペンス。所轄時代には盟友であった公安部の志水達也と刑事部の兎沢実。都内の公園で元刑事の遺体が発見されたことを機に、2人は組織間の壮絶な覇権争いに翻弄される。事件の真相を隠蔽しようとする公安部と、真相を詳かにしたい刑事部の熾烈な攻防を描く。
小説は2013年、第26回山本周五郎賞及び第16回大藪春彦賞にノミネートされたが、いずれも受賞を逸した。
WOWOW連続ドラマW枠でテレビドラマ化され、2014年1月より放送された。ドラマは2014年8月にDVD化された。

## あらすじ
刑事部刑事の兎沢実と、公安部刑事の志水達也。所轄時代、兎沢にとって志水は捜査のイロハを叩きこまれた直属の先輩であり、盟友であった。しかし2人はある日を境に袂をわかち、志水は公安部へ異動となった。
都立戸山公園で元刑事の香川剛の遺体が発見された。捜査一課の兎沢は捜査を開始する。一方、被害者が元刑事だったことから事態を危惧した公安部も、志水に真相究明に当たらせた。
捜査で発見された香川の遺したメモリーカードには、明るみに出れば国家を揺るがすほどの重大事件になると推測される事件の報告書が入っていた。全文の解読を急ぎ捜査を進める兎沢たち刑事部と、報告書を消し去り事件を闇に葬ろうと暗躍する志水たち公安部。
刑事部と公安部の熾烈な攻防の間で暴かれていく、衝撃的な真実。

## 主要登場人物
兎沢実
刑事部刑事。優秀だが粗暴で強引な捜査も辞さない。新宿の公園で発見された元警部の捜査を命じられる。
志水達也
公安部刑事。刑事として謹慎処分を受けたことを機に公安総務課へ異動となった準キャリア警部。
香川剛
元SIT刑事。3年半前、52歳のときに警視庁を依願退職し、大手デパートの保安課に勤務していたが、都立戸山公園で遺体となって発見される。

## 書籍情報
- 単行本〈幻冬舎〉：2013年1月25日発行、ISBN 9784344023208
- 文庫本〈幻冬舎文庫〉：2013年11月28日発行、ISBN 9784344421141

## テレビドラマ
2014年1月19日-2014年2月9日、WOWOW「連続ドラマW」枠で放送。
主演は谷原章介。原田泰造、高嶋政伸らが共演。2013年に『ウルヴァリン:SAMURAI』にてハリウッドデビューしたTAOが日本国内ドラマ初出演。脚本は『震える牛』と同じ篠崎絵里子が担当。監督は『アンフェア』シリーズの小林義則が務めた。
ドラマは2014年8月にDVD化された。

### キャスト
警視庁刑事部
- 兎沢実（捜査一課警部補）- 谷原章介
- 坂上陶子（捜査一課第一特殊班警部:優れたハッキング能力を有する）- TAO
- 海藤啓吾（捜査一課長:兎沢の上司）- 宅麻伸
- 久保田務（刑事局長）- 橋爪淳

警視庁公安部
- 志水達也（公安総務課警部）- 原田泰造
- 曽野耕平（公安総務課長:志水の上司）- 高嶋政伸
- 内田和人（副総監）- 田中健

新宿牛込署
- 江畑正行（署員:兎沢の相棒）- 徳山秀典
- 安部義一（地域課巡査部長:所轄時代の兎沢志水の同僚）- 北見敏之

その他
- 村岡晴彦（「パワーデータ」代表） - 嶋田久作
- 香川剛（デパートの保安課勤務:元刑事、新宿の公園で遺体として発見される） - 佐戸井けん太
- 牧瀬（医師） ‐ 菊池均也
- 兎沢瑠美子（兎沢実の妻） - 映美くらら
- 志水仁美（志水達也の妻） - 釈由美子

### スタッフ
- 原作 - 相場英雄『血の轍』（幻冬舎刊）
- 監督 - 小林義則
- 脚本 - 篠崎絵里子
- 音楽 - 羽岡佳
- プロデュース - 青木泰憲
- 制作協力 - 共同テレビ[4]
- 製作著作 - WOWOW

### 放送日程
| 放送回 | 放送日  | サブタイトル |
| ------ | ------- | ------------ |
| 第1話  | 1月19日 |              |
| 第2話  | 1月26日 |              |
| 第3話  | 2月02日 |              |
| 第4話  | 2月09日 |              |

| WOWOW 連続ドラマW                       | WOWOW 連続ドラマW                 | WOWOW 連続ドラマW                  |
| 前番組                                  | 番組名                            | 次番組                             |
| --------------------------------------- | --------------------------------- | ---------------------------------- |
| かなたの子 （2013年12月1日 - 12月22日） | 血の轍 （2014年1月19日 - 2月9日） | 地の塩 （2014年2月16日 - 3月16日） |